# 팰컨 4.0 얼라이드 포스
팰컨 4.0 얼라이드 포스(Falcon 4.0: Allied Force, 팔콘 4.0 얼라이드 포스)는 F-16 전투기가 등장하는 비행 시뮬레이션 게임이다. 1998년에 발매된 팰컨 4.0을 리드 퍼슈트사가 업그레이드 및 리뉴얼하여 2005년에 발매하였다. 기본적으로 한반도와 발칸반도를 배경 전장(theater)으로 하고 있다.
F-16의 많은 기능이 구현되어 있다.

## 캠페인
팰컨 4.0의 캠페인은 시나리오가 정해진 롤 플레잉 게임이 아니라고 할 수 있다. 각군의 보급과 수송 상황, 국지 전투의 결과 등의 수많은 전쟁터 요소들의 복잡한 시뮬레이션으로서, 캠페인을 시작할 때마다 항상 다른 양상으로 전개된다. 캠페인을 시작하면 플레이어는 연합군 공군의 한 비행대대에 속한 전투 조종사로 임관되어 전쟁이 끝날 때까지 참가하게 된다. 한편 플레이어의 피격추율/격추율(K/D ratio)과 임무 성공률이 아군에게도 비슷하게 나타나는 것을 볼 수 있다. 전쟁은 한쪽이 승리하거나 정치적으로 정전협정이 이루어질 때까지 수일간 지속된다. 난이도를 조정하기 위해 적군의 방공망 수준과 전투비행 숙련 수준, 적군과 아군의 육군력/해군력/공군력에 대한 균형을 캠페인 시작 전에 수정할 수 있다. 제시되는 난이도 조합은 훈련병(recruit), 신병(rookie), 사관생도(cadet), 베테랑(veteran) 등이 있다. 그러나 전쟁의 양상을 쉽게 예측할 수는 없어서, 난이도 설정이 절대적인 승리를 보장하는 것이 아니라고 할 수 있다. 기본적으로 사령부(HQ)에서 적군 우선순위(전투서열)와 항공작전명령서(Air Tasking Order)에 따라 아공군과 플레이어의 작전 계획을 작성하고, 플레이어가 적군 전투서열에 따라 작전계획을 만들 수도 있어서 전쟁의 양상을 어느정도 순환시킬 수 있다.

### Tiger Spirit 작전
한국 전장의 캠페인 시나리오는 3가지로 이중 Tiger Spirit은 대한민국, 미국, 일본 연합군이 반격을 시작하여 개성시 부근까지 진출한 상태에서 시작된다.

### Rolling Fire 작전
Rolling Fire 작전은 휴전선을 북한군이 남침해서 시작된다.

### Iron Fortress 작전
Iron Fortress 작전은 북한군의 공세로 경상도 낙동강까지 연합군이 후퇴한 상태에서 시작된다.

### Powderkeg 작전
발칸 전장의 캠페인 시나리오

## 평가
| 평가                                                                                       |                    |
| ------------------------------------------------------------------------------------------ | ------------------ |
| 통합 점수 통합사 점수 게임랭킹스 89% (9 reviews) [ 1 ] 메타크리틱 90/100 (7 reviews) [ 2 ] |                    |
| 통합 점수                                                                                  |                    |
| 통합사                                                                                     | 점수               |
| 게임랭킹스                                                                                 | 89% (9 reviews)    |
| 메타크리틱                                                                                 | 90/100 (7 reviews) |